# Kajan (drone)
Pour les articles homonymes, voir Kajan.
Le Kajan E620 (en ukrainien : Кажан, pouvant se transcrire en alphabet latin Kajan, Cajan, Kazhan ou Kazhang) est un drone militaire ukrainien, utilisé par le pays dans sa défense contre l'invasion russe. Son nom signifie « chauve-souris » en ukrainien, car il dispose d’une caméra thermique pour les missions de nuit.

## Conception
Le drone Kajan a été conçu en Ukraine et développé par l’entreprise Ukrtekhno-Atom. Il est fabriqué par Reactive Drone, une société ukrainienne qui doit son existence à la politique industrielle de la Chine. En effet, l’entreprise a été fondée en 2017 par Kolesnyk et quelques amis après que des subventions du gouvernement chinois ont abouti à une surproduction des composants de drones qui étaient fabriqués dans le pays. Reactive Drone en a profité pour s’approvisionner en pièces  à bon marché pour fabriquer et commercialiser ses drones agricoles aux fins d'inspection, de surveillance et épandage ou encore pulvérisation de pesticides en Ukraine. 
Lorsque la Russie envahit l'Ukraine en fevrier 2022, Kolesnyk rentre précipitamment dans sa ville natale, Dnipro, et en l’espace de quelques jours, Reactive Drone transforme ses drones agricoles en drones de combat, parmi lesquels, le Kajan. 
Le Kajan utilise des composants provenant de différents fabricants. Le travail principal des développeurs consiste à assembler les pièces et les adapter aux besoins militaires.
Deux variantes de ce drone ont été évoquées : le Kajan-1 et le Kajan-2. La différence exacte n’est pas documentée (status mars 2024). Il semblerait que le premier soit lancé à partir d’un véhicule tout terrain, tandis que le second est portable. Le Kajan est souvent appelé hexacoptère dans les médias ukrainiens, mais le fait est qu'il existe deux versions, à 4 (quadricoptère) ou 6 rotors (hexacoptère),.
Quelle que soit la version, les militaires ukrainiens l'ayant utilisé au combat, énoncent des spécifications techniques similaires. Selon les uns, le Kajan peut rester en l’air pendant 20 à 40 minutes alors que d’autres sources mentionnent une durée de vol bien plus élevée : par exemple, quatre heures, ce qui permet au drone en mission de reconnaissance d’opérer à une distance allant jusqu’à 150 km du point de lancement, à une altitude de vol de 50 à 4.000 m. Certaines sources mentionnent une vitesse allant jusqu’à 72 km/h et un rayon d'action allant jusqu’à 10 km,. D’autres sources attribuent aux drones Kajan une vitesse plus élevée, allant jusqu’à 120 km/h, ce qui rend pratiquement impossible pour les Russes de les abattre,. A l’inverse, d’autres sources donnent des valeurs bien plus faibles, avec une vitesse maximale de 40 km/h et une altitude de vol de 400 m.
En revanche, les sources s’accordent sur les points suivants : 
- Le drone fonctionne à la fois en pilotage manuel et en mode autonome, se dirigeant vers des coordonnées prédéfinies[4],[6] ;
- Il peut fonctionner par tous les temps, de jour comme de nuit, car il est équipé d’une caméra thermique pour les missions de nuit[1],[2],[7] (d’où son nom de Kajan, ce qui signifie « chauve-souris »[2]) ainsi que d’une caméra avec zoom 10x pour les sorties de jour[2].

Enfin, il présente l'avantage de pouvoir être réparé sur le terrain.

## Armement
Le général de brigade Youriy Chtchyhol, le directeur du Service spécial des communications de l’État ukrainien (SSSCIP), l’agence chargée de faire respecter la sécurité de l’information et les cyberdéfenses de l’Ukraine, décrit le Kajan comme un drone « bombardier lourd » faisant partie des modèles qui contribuent le plus à l’effort de guerre de l’Ukraine. En effet, le drone peut soulever jusqu’à 20 kg de charge utile,,,, principalement des explosifs, et transporter différents types de munitions,,,, (obus de mortier de calibres 60 mm, 82 mm et 120 mm,,, mines) pour la destruction de l’équipement, des installations militaires et du personnel ennemis,,. La charge offensive standard semble être deux obus de mortier de calibre 82 mm ou de plus gros calibre. Le drone est équipé d’un système de largage de munitions, assez simple : une sangle munie d’un anneau maintient les munitions sous le drone et les libère deux par deux. Quand le drone libère l’anneau, elles tombent.
Dans une interview au média Obiektyv, enregistrée en octobre 2022, des opérateurs de drone désignés seulement par leur indicatif d'appel ont donné quelques exemples de son utilisation : 

« Si nous avons un véhicule blindé ennemi à une distance allant jusqu’à 6 kilomètres, au lieu d’utiliser dix munitions pour essayer de le détruire, nous utilisons ces drones. Ils volent jusqu’à l’endroit exact et larguent des explosifs directement sur l’équipement ennemi. »

Un autre opérateur ajoute que ce drone peut également larguer des mines antichars et les implanter sur une route à distance. Cela permet de poser des champs de mines dans des endroits inattendus, comme derrière les positions russes, à l’instar des mines antichars fournies par les États-Unis et larguées à distance par l’artillerie.
L’expérience du combat montre que les drones « bombardiers lourds » comme le Kajan sont plus efficaces car les drones DJI Mavic, et les autres drones quadricoptères grand public similaires, larguent de petites grenades de calibres 30 mm et 40 mm. Les drones kamikazes FPV peuvent transporter des ogives de RPG plus grosses mais les Russes ont commencé à s’adapter au déploiement massif de drones FPV par les forces de défense ukrainiennes, et déploient au-dessus de leurs tranchées une protection anti-drone qui rend plus difficiles les attaques avec ces drones légers, d’où une demande accrue pour des drones plus puissants, capables de transporter des obus de mortier, comme le Kajan. Les drones « bombardiers lourds » ukrainiens les plus connus sont le Kajan et le Vampire, tous deux présentés dans l’initiative Army of Drones dirigée par le ministre de la Transformation numérique Mykhaïlo Fedorov. Le Kajan fait partie des rares drones, avec le Vampire, capables de transporter une mine terrestre antichar TM-62, dont l’effet de souffle considérable parvient à démolir les bunkers et les abris en béton,. Une mine de 11 kg a beaucoup plus de puissance destructrice qu’un obus de mortier de 3 kg. Cela s’explique par le fait qu’un obus de mortier est principalement conçu pour pulvériser des éclats d’obus antipersonnel, de sorte qu’il contient seulement 20 % d’explosif, alors que 80 % du poids de la TM-62 est composé d’un puissant explosif (TNT ou RDX). Cette tactique de guerre inédite, quoique encore artisanale, permet aux Ukrainiens d'effectuer à faible coût des frappes qui requièrent une grande précision, sans pour cela utiliser d’armes guidées, qui sont beaucoup plus coûteuses, (des centaines de milliers de dollars l’unité). L’utilisation de stocks de vieilles mines TM-62, qui sont littéralement disponibles par camions entiers, signifie que les seuls coûts sont les drones eux-mêmes. Or ceux-ci sont réutilisables, et capables d’attaquer encore et encore.

## Engagements
Le coût d’un drone Kajan E620 est de 450000 UAH, soit entre 12000 et 15000 dollars américains selon les fluctuations du taux de change de la Banque nationale d'Ukraine. D’autres sources évoquent un coût allant jusqu’à 30 000 $, soit dix fois plus qu’un drone DJI Mavic quadricoptère, mais avec la capacité de s’attaquer à des cibles beaucoup plus difficiles.
Plusieurs levées de fonds, au sein de la population civile ukrainienne, ont donc été lancées pour acheter des drones pour l’armée. Ainsi, des volontaires ont offert (avec le soutien de la Battalion Volunteer Charitable Foundation) un drone Kajan E620, d’une valeur de 13 500 dollars, aux forces spéciales ukrainiennes « qui l’utiliseront pour brûler les Russes jour et nuit », selon les déclarations du bénévole Andriy Andreev sur sa page Facebook. Le maire de la ville de Dnipro, Boris Filatov, a annoncé une collecte de fonds pour acheter des drones Kajan E620. La mairie a acheté deux drones pour les forces armées ukrainiennes et prévoit d’acheter encore au moins 30 drones. Les habitants de Kharkiv ont acheté trois drones, d’une valeur d’environ 46 000 $, grâce à une campagne menée par les administrateurs des chaînes Telegram locales,. Ces drones ont été remis à l’armée ukrainienne lors d’une cérémonie organisée dans le centre-ville de Kharkiv.
Mykhaïlo Fedorov, le vice-Premier ministre ukrainien chargé de l’innovation et ministre de la transformation numérique, a annoncé qu’un lot de plus de 600 drones avait été envoyé au front dans le cadre du projet Army of Drones pour la contre-offensive. Parmi eux, des drones de fabrication ukrainienne Leleka et Kajan, très exactement 18 drones Kajan, qui permettront aux forces de défense ukrainiennes d’opérer efficacement la nuit. On estime qu’à la fin de l’année 2022, plus de 170 drones Kajan étaient utilisés dans diverses unités des forces armées ukrainiennes,. Les drones Kajan sont utilisés par la Garde nationale ukrainienne, la gendarmerie ukrainienne, mais ils ont également été vus entre les mains des forces spéciales de l’armée régulière, de la marine ukrainienne et de l’unité spéciale Kraken relevant du ministère de la Défense ukrainien. La Garde nationale ukrainienne a montré certaines phases de son entraînement au combat avec le Kajan. Un reportage du New York Times a montré les pilotes de drones de l’armée ukrainienne qui s’entraînent à utiliser le drone Kajan. La formation s’est déroulée dans un champ de maïs à l’extérieur de la ville de Dnipro, dans l’est du pays, où les drones avaient de l’espace pour planer et plonger. Les drones étaient chargés, en guise de bombes d’exercice, de bouteilles en plastique remplies de sable qui sont larguées sur des bâches qui servaient de cibles. Après cet entraînement, les deux douzaines de soldats ukrainiens, provenant de quatre unités différentes, sont retournés dans leurs unités respectives sur le front avec leurs drones, capables de détruire un char avec une charge offensive de 20 kg.